# São Paulo (Лінкор)
São Paulo — корабель класу Minas, спроєктований та збудований Британськими компаніями Armstrong Whitworth та Vickers-Armstrongs для Бразильських ВМС. Він був другим з двох кораблів проєкту Minas та був названий на честь міста та штату Сан-Паулу.
São Paulo був спущений на воду 19 квітня 1909 року та введений до флоту 12 липня 1910 року. Незабаром, після цього, він був включений до повстання, в якому екіпажі з чотирьох кораблів Бразильських ВМС влаштували бунт через погану зарплату і жорсткі покарання за кожне незначне правопорушення. Після закінчення першої світової війни, Бразилії запропонували відправити São Paulo та Minas Geraes до Великої Британії для обслуговування з Британським флотом, але Британія відхилила обидва кораблі, оскільки вони були в поганому стані і на них були відсутні найновіші технології введення точного вогню. В червні 1918 року, Бразилія відправила São Paulo до США для повного ремонту, який був завершений 7 січня 1920 року, після закінчення війни. 6 липня 1922 року São Paulo перший раз здійснив постріл з гармати коли атакували форт, який мав бути взятий під час повстання Тенент. Два роки після служби корабель приплив у Монтевідео, в Уругвай, де й здобув притулок.
В 1930-ті роки São Paulo був переданий для модернізації та приведення в належний стан. Він міг мати тільки розгін швидкості до 10 вузлів (19 км/г ; 12 миль), що менше на половину від проєктованої швидкості. На кінці кар'єри, корабель був скорочений в резерв берегової охорони. Коли Бразилія відступила з другої світової війни, São Paulo відбуксирували до міста Ресіфі та залишили його в місцевому порту, як головний тривалий захист від війни. Уражений, в 1947 лінкор перекваліфікували в навчальне судно до 1951, коли він був відбуксирований на злам до Великої Британії. Буксировані лінії зламалися під час сильного шторму 6 листопада, коли човен був за 280 кілометрів північніше Азорських островів, та São Paulo був втрачений.

## Передісторія
На початку 1880-х років Військово-морські сили Бразилії почали старіти, ситуація загострилася в 1889 році, коли відбулася революція, яка скинула імператора Педру II, і в 1893 році, коли відбулася Бразильська флотська революція. Незважаючи на наявність кількості населення, що втричі перевищувала чисельність населення в Аргентині, та в п'ять разів у Чилі, та на кінець XIX століття Бразилія була позаду Чилійських ВМС та ВМС Аргентини в якісному показнику та загальному тоннажі.
На рубежі 20-ого сторіччя зростаючий попит на каву та гуму принесли процвітання Бразильській економіці. Уряд Бразилії використав частину зайвих грошей з своєї економіки на зростання програми кораблебудування 1904 року, яка санкціонувала будівництво великої кількості бойових кораблів, включаючи 3 лінкори. 23 липня 1906 року міністр ВМС, Адмірал Джуліо Цезар де Норонха підписав контракт з компанією Armstrong Whitworth на будівництво трьох лінкорів. Новий лінкор спроєктований та вперше показаний в грудні 1906 року з повною тезкою корабля на заміну Бразильським кораблям та всім іншим існуючим головним кораблям, що застаріли. Гроші, надані на флотське розширення, були переадресовані новим міністром ВМС, Контр адміралом Александріно Фаріо де Аленкар, на будівництво двох лінкорів з планами на третій лінкор та його доукомплектуванням після випробувань першого. Мало бути два розвідувальні катери, десять есмінців та три субмарини. Три лінкори, які мали будувати, були закладені 7 січня 1907 року і дизайн нового лінкору був схвалений Бразилією 20 лютого 1907 року. в Південній Америці кораблі, в основному, приходили до флотів Бразилії, Аргентини та Чилі. За наказом 1902 року договір між двома останніми на бразильський лінкор був анульований, обидва мали безкоштовне право на будівництво й володіння кораблем.

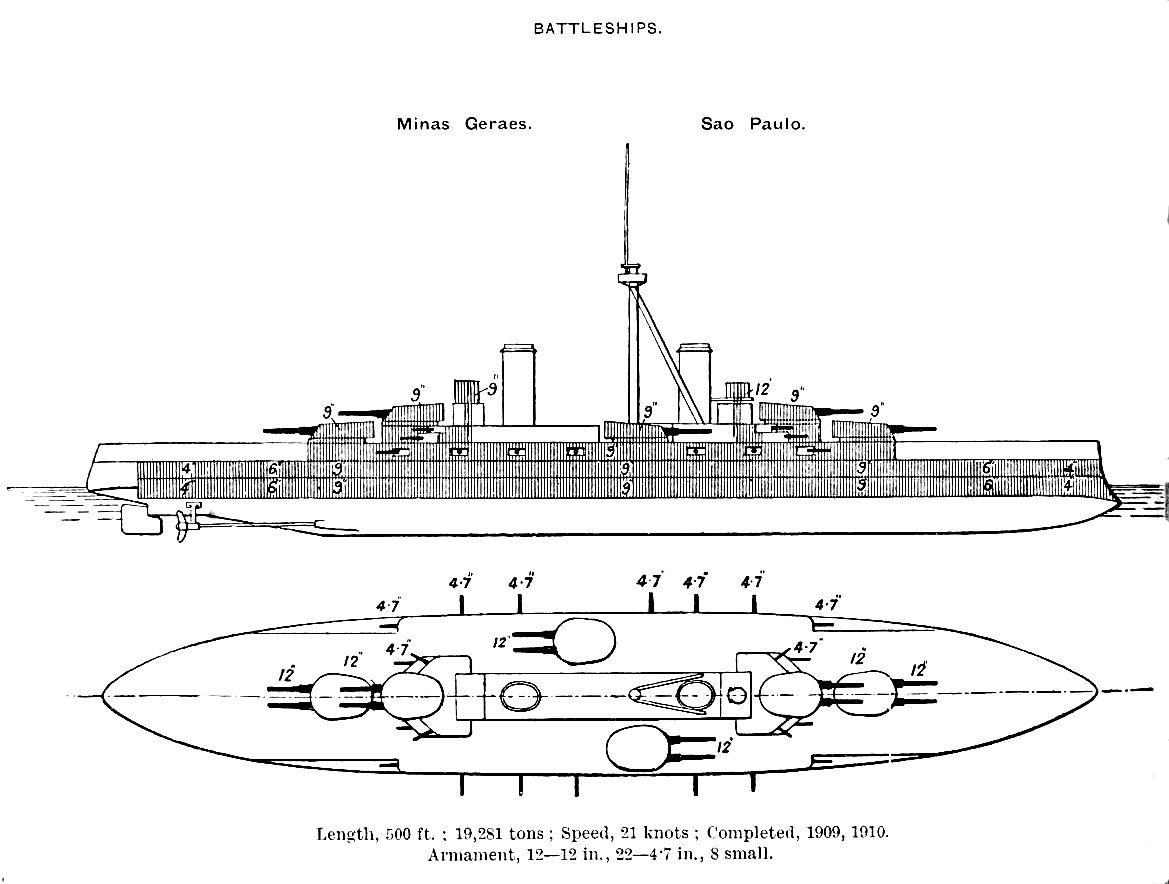
Лінійний малюнок лінкору класу Мінас-Жерау

Перший корабель класу Мінас-Жерау був закладений компанією Armstrong 17 квітня 1907 року, поки йшов тринадцятий день будівництва São Paulo на верфі Vickers. Новий поштовх бразильським сусідам, особливо Аргентині, чий міністр закордонних справ зробив зауваження кораблям Мінас-Женау або São Paulo, які можуть зруйнуювати увесь флот Аргентини та Чилі. На додачу, бразильці наказали мати на увазі, що вони мають закладені лінкори, які кращі перед багатьма іншими головуючими морськими державами, до прикладу: Німеччина, Франція або Росія, та 2 кораблі, зроблені Бразилією в третій країні що має лінкори у розробці, крім Британії та США. Газети та журнали у всьому світі, зокрема у Британії та Німеччині, припускали, що Бразилія виступає в ролі проксі для військово-морських сил, яка заволодіє двома лінкорами невдовзі після завершення їх будівництва, оскільки вони не вірили, що раніше незначна геополітична держава укладе контракт для таких потужних військових кораблів. Незважаючи на це,Сполучені Штати активно намагалися зробити Бразилію своїм союзником, вловити її дух, військово-морський журнал Сполучених Штатів почав користуватися улюбленими темами: «Пан Американіст» та «Співпраця півкуль».

## Рання кар'єра
São Paulo був охрещений на ім'я «Регіс де Олівейра», на честь дружини бразильського міністра у Великій Британії та спуск на воду відбувся 19 квітня 1909 року в присутності багатьох Південноамериканських дипломатів та офіцерів ВМС. Корабель був замовлений 12 липня та після морських випробувань він залишив Грінок 16 вересня 1910. Незабаром він зупинився в Чербурзі, Франція, та був взятий на озброєння Президентом Бразилії Гермесом Родрігесом да Фонсекою. Відчалюючи 27 числа, São Paulo приплив до Лісабону, де Фонсека був гостем португальського короля Мануеля II. Незабаром, після цього вони прибули на початок революції 5 жовтня 1910 року, підставою якої було падіння португальської монархії. Хоча президент пропонував політичний притулок імператору та його родині, пропозиція була відхилена. Чутка, що король був на борту поширювалася газетами та доповідалася Бразильській делегації в Парижі, очільники революціонерів намагалися розшукати корабель, але їм було відмовлено в дозволі. Вони також запитували в Бразильських морських піхотинців «допомоги в підтримці порядку», але ці прохання були також відхилені. São Paulo вирушив з Лісабону до Ріо-де-Жанейро 7 жовтня, та причалив вже 25 жовтня.

### Повстання лушпиння

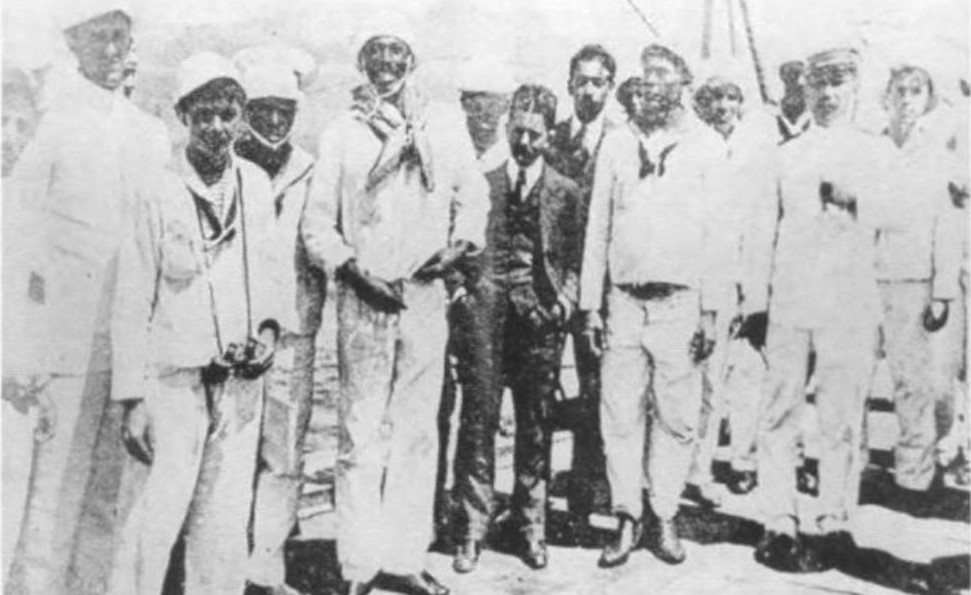
Жоао Кандідо Фелісберто (передній ряд, ліворуч від людини в темному костюмі) з журналістами, офіцерами та матросами на борту Мінас-Жераса 26 листопада 1910 року, в останній день повстання лушпинців

Незабаром після прибуття São Paulo, головний повстанець, відомий як «Повстанець лушпиння» або Revolta da Chibata, вивів з робочого стану чотири новітні кораблі Бразильських ВМС. Початкова іскра спалахнула 16 листопада 1910 року, коли афро-бразильський матрос Марселіно Родрігес Менезес був жорстоко побитий 250 разів через непокору. Багато Афро-Бразильських матросів були синами колишніх рабів, або були ж самі колишніми рабами, які вибралися з неволі завдяки «Золотому закону», але силою змушувалися до служби на флоті. Вони мали бути основою революції на деякий час, та Менезес став каталізатором цього повстання. Далі була потреба в підготовці, тож повстання було відкладене до 22 листопада. Екіпаж Minas Geraes та São Paulo дванадцять років тому швидко взяли в полон з мінімальним кровопролиттям: 2 офіцери з Minas Geraes та по одному з São Paulo та Bahia загинули.
Кораблі були добре забезпечені харчовими продуктами, амуніцією, вугіллям та вимагали муштри на чолі з João Cândido Felisberto, який скасував практику рабства на Бразильському флоті. Вони заперечували низький рівень заробітної плати, довгий робочий день, неадекватні тренування та покарання, що включали побиття по руках з використанням «ferrule», та використання кораблів або вій, які врешті-решт стали символом революції. Проте 23 листопада Національний Конгрес мав почати обговорення можливості повної амністії для матросів. Сенатор Руї Барбоса, який довго був противником рабства, отримав велику кількість підтримки та міра помилування одноголосно пройшла до Федерального Сенату 24 листопада. Міра помилування була надіслана до Палати Депутатів.
Принижені революцією, офіцери та президент Бразилії були непохитні й чинили опір амністії, тож вони швидко почали планувати напад на бунтівні кораблі. Офіцери вірили що така акція була необхідна щоб відновити честь. Бунтівники вірили, що атака була неминуча, тому їхні кораблі попливли до бухти Гуанабара, і провівши ніч з 23 по 24 листопада на морі, деякі повернулися протягом дня. Ввечері 24 листопада президент наказав офіцерам атакувати бунтівників. Офіцерський екіпажі деяких маленьких бойових кораблів та крейсера Rio Grande do Sul, з десятьма 12-ти міліметровими гарматами планували атакувати вранці 25 листопада, коли уряд чекав повернення бунтівників до бухти Гуанабара. Коли вони не повернулися, а захід амністії наблизився до Палати депутатів, наказ було скасовано. Після прийняття законопроєкту 125-33 і підписання його президентом та перетворення в закон, повстанці чинили опір до 26 числа.
Протягом революції, кораблі були відзначені багатьма спостерігачами за добру поведінку, незважаючи на попередні переконання що ВМС Бразилії був нездатний на ефективне керування кораблями навіть попри розкол серед повстанців. Жоан Кандідо Фелісберто наказав викинути всі спиртні напої за борт та дисципліна на кораблях була зразковою.4.7 дюймові гармати часто використовувалися для боїв у місті, але 12-ти дюймові гармати не використовувалися, так як вони вказували на те, що бунтівні офіцери не могли використовувати цю зброю. Подальші дослідження та інтерв'ю вказували на те, що гармати були в повній готовності та поки São Paulo's не міг повертати ними після дії солоної води на гідравлічну систему, британські інженери працювали над проблемою на борту корабля після приплиття з Великої Британії. Тим не менш історики ніколи не з'ясували, як добре призовники поводилися з кораблями.

### Перша світова війна
4 серпня 1914 року уряд Бразилії заявив, що їх країна займатиме нейтральний статус у Першій світовій війні. Проте затоплення бразильських торговельних кораблів німецькими субмаринами призвело до відкликання свого нейтралітету, про що було оголошено 26 жовтня 1917 року. На цей час São Paulo був не найбільший, проте один з найпотужніших військових кораблів. Незважаючи на виявлену потребу у великій модернізації системи контролю вогню, він не був забезпечений жодним пристроєм з цієї технології, що з тих пір мала з'явитися у його конструкції, і яка була у поганому стані. Зважаючи на ці причини, Королівські ВМС відмовився від бразильської пропозиції відправити свій флот служити разом з цим кораблем. В намаганнях привести свій корабель до міжнародних стандартів, в червні 1918 року Бразилія відправила São Paulo до США щоб отримати повний ремонт. Незабаром після відправки з військово-морської бази у Ріо-де-Жанейро, чотирнадцять з вісімнадцяти котелень на лінкорі вийшли з ладу. Американський лінкор «Небраска», який був в цьому районі після транспортування тіла загиблого Уругвайського міністра зі США до Монтевідео, надав допомогу з тимчасовим ремонтом, після того корабель вирушив у місто Баїя. Супровід у вигляді «Небраски» та інших американських військових кораблів, São Paulo був доставлений на судноремонтний завод Нью-Йорка, після 42-денної подорожі.

## Основний ремонт і 1920-ті роки

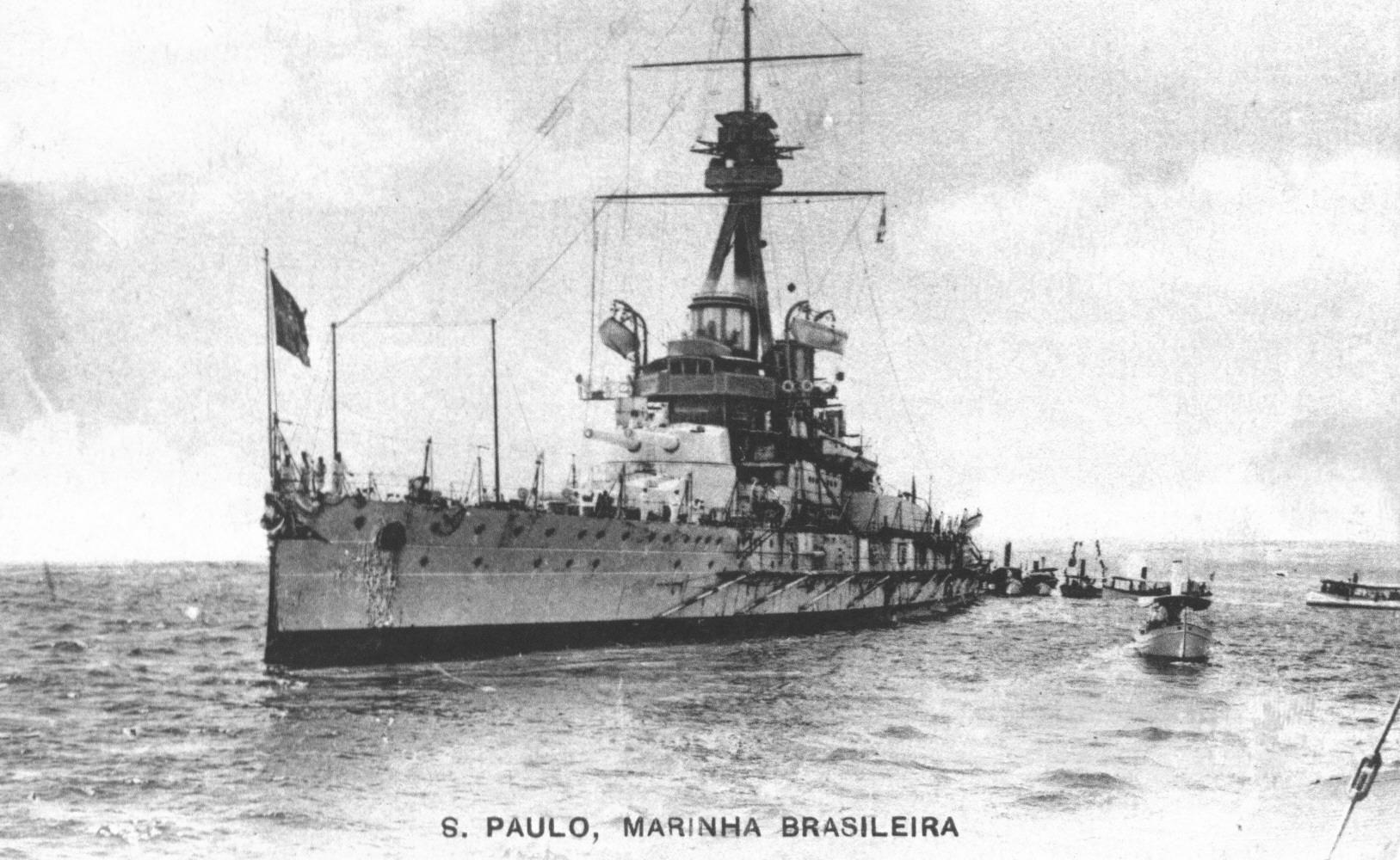
Зображення Сан-Паулу у невідомий час своєї кар'єри

São Paulo пройшов ремонт у Нью-Йорку, який почався 7 серпня 1918 та завершився 7 січня 1920 року. Багатьом з матросів було доручено у вільний час тренуватися на американських кораблях. Було отримано систему керування вогнем від компанії Сперрі та далекоміри компанії «Baush and Lomb» для двох гармат, встановлених спереду та ззаду.
Після завершення комплектування Сан-Паулу забрав боєприпаси у Гравесенді та відплив до Куби для вистрілу. Сім членів Бюро стандартів США їхали з кораблем з Нью-Йорка і спостерігали за операціями, які проводилися в затоці Гуаканаябо. Після скидання американців у бухту Гуантанамо Сан-Паулу повернувся додому на початку 1920 р. серпня 1920 р. Побачив жахливе плавання до Бельгії, де 1 вересня король Альберт I і королева Елізабет привезли їх до Бразилії. Після привезення роялів додому, Сан-Паулу вирушив до Португалії, щоб привезти останки колишнього імператора Педро II та його дружини Терези Крістіни назад до Бразилії. 
В 1922 році, São Paulo та Minas Geraes допомогли придушити першу революцію Тенент. 5 липня солдати захопили Форт Копакабана в Ріо-де-Жанейро, але жоден чоловік до них не приєднався. Як результат, дехто покинув повстанців та наступного ранку близько 200 людей залишилося у форті. São Paulo атакував форт, здійснивши 5 залпів та здобувши принаймні 2 досягнення: форт капітулював через півгодини після атаки. Офіційна історія бразильських ВМС каже, що один з пострілів створив яму глибиною 10 метрів.
Екіпаж São Paulo збунтувався 4 листопада 1924 року, коли перший лейтенант Ерколіно Каскардо, сім другорядних лейтенантів та 260 інших командували кораблем. Після того як котли корабля були запущені, матроси São Paulo намагалися переманити екіпаж Minas Geraes та інших кораблів, що були поруч, приєднатися. Вони були лише здатні застосувати екіпаж одного старого торпедного човна. Екіпаж лінкора, розлючений тим, що Minas Geraes не приєднається до них, обстріляв Minas Geraes, поранивши їх кока. Призовники, що відпливли до гавані Ріо-де-Жанейро, де були зайняті форти Санта Круз та Копакабана, пошкодили систему управління вогнем та воронки São Paulo. Форти припинили стрільбу незабаром після того, як лінкор припинив вогонь через стурбованість жертвами серед цивільного населення. Екіпаж на борту São Paulo намагався приєднатися до революціонерів у Ріо-Гранде-до-Суль, але коли вони з'ясували, що повстанські сили рушили углиб, вони встановили курс на Монтевідео, Уругвай. Вони прибули 10 листопада, де непокірні члени екіпажу висадилися та отримали притулок. Minas Geraes який переслідував São Paulo, супроводжував відхідний корабель додому до Ріо-де-Жанейро, який прибув 21-го.

## Пізня кар'єра

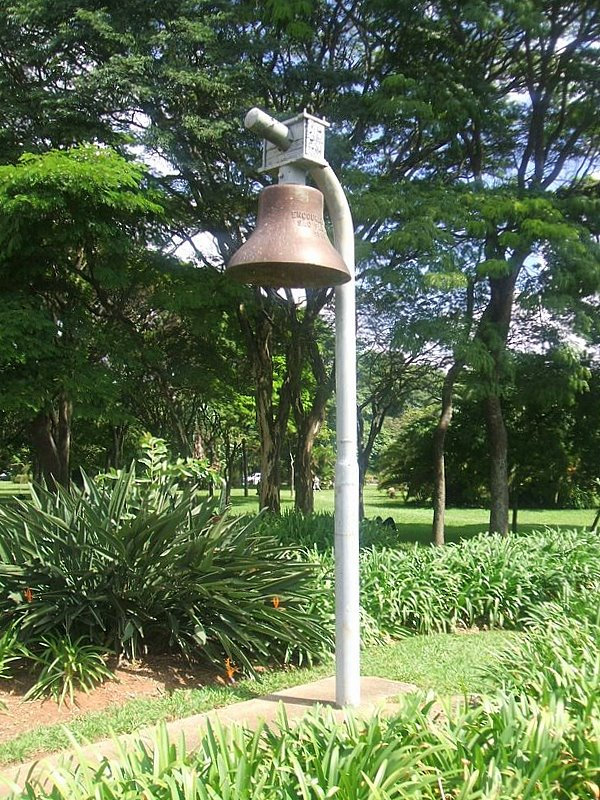
Сан — Паулу ' дзвін в Ібірапуера парку, в місті Сан — Паулу

В 1930-х роках, Бразилія вирішила модернізувати судна São Paulo та Minas Geraes. Напівзруйнований стан São Paulo зробив це неекономічно доцільним; у той час корабель мав максимальну швидкість у 10 вузлів, що менше половини його проєктованої швидкості. Як результат, поки Minas Geraes був ретельно переобладнаний з 1931 по 1938 роки на верфі у Ріо-де-Жанейро, São Paulo був найнятий як корабель берегової охорони, роль, яка залишилась йому на весь термін його служби. Під час Конституційної революції 1932 року, він став флагманом морської блокади Сантоса. Після ремонту в 1934 та в 1935 роках, корабель було повернуто для проведення трьох морських експертиз. В той же рік, в супроводі бразильських крейсерів "Баїя " та «Ріо Гранде до Суль», аргентинських лінкорів «Рівадавія» та «Морено», шістьох аргентинських крейсерів та групи есмінців, São Paulo перевіз президента Бразилії Гетуліо Варгаса вгору по течії до Буенос-Айреса для зустрічі з президентами Аргентини та Уругваю.
В 1936 році екіпаж корабля São Paulo так само як і екіпаж Ріо Гранде до Суль взяв участь у відкритому футбольному турнірі Ліга Каріока, де багато аматорських команд мали шанс позмагатися за кубок та зіграти зі своїми улюбленими командами, такими як Фламенгу та Флуміненсе.
Як і в Першій Світовій Війні, Бразилія зберігала нейтралітет протягом перших років Другої Світової Війни, поки атака субмарин змусила оголосити війну Німеччині та Італії 21 серпня 1942 року. Зважаючи на вік та стан, São Paulo вилучили зі статусу корабля берегової охорони. Разом з двома американськими лінкорами («Бадгер» та «Девіс») São Paulo відплив до Ресіфі 23 листопада 1942 року і послужив основною оборонною силою порту під час війни, повернувшись до Ріо-де-Жанейро лише у 1945 році. Після списання з військово-морського реєстру 2 серпня 1947 року, корабель залишався тренувальним судном до серпня 1951 року, коли він був проданий Iron and Steel Corporation of Great Britain для утилізації.

### Затоплення
Після підготовки з 5 по 18 вересня 1951 року, São Paulo був відданий на восьмирічний догляд екіпажу та був взятий на буксирування двома буксирами (Декстер та Бастлер), вирушивши 20 вересня 1951 року у свою фінальну подорож. Коли флотилія на початку листопада досягла півночі Азорських островів, вона потрапила у сильний шторм.
О 17:30 за місцевим часом 4 або 6 листопада, стан моря спричинив різке затягування São Paulo по правому борту та падіння нижче норми між високими хвилями. Шторм затягнув буксири за корму та повів їх назустріч один одному. Для уникнення зіткнення «Декстер» перерізав дріт та скерував себе геть, він мав попередньо узгодити дії у разі такого сценарію. Однак вага лінкора настільки сильно і різко впала на буксирну лебідку Бастлера, що він не міг її втримати. Буксирувальний дріт зачепився за пропелер буксира та розірвався. Дрейфуючий до порту São Paulo було видно за декілька хвилин до того, як він зник. Американські бомбардувальники B-17 та британські літаки були запущені розвідати Атлантику для порятунку зниклого корабля. Повідомлялося, що судно було помічене 15 листопада, але це виявилося неправдою. Пошук завершився 10 грудня без знайдення São Paulo або його екіпажу.
14 жовтня 1954 року, Рада Торгівлі у Лондоні опублікувала свій звіт за обставинами та причинами втрати корабля. Рада зробила висновок, що обидва буксирні кабелі були втрачені, São Paulo можливо було знайти б або помітили протягом години зовсім поруч з його останньою видною позицією. Комісія визначила, що 4 листопада 1951 року São Paulo затонув близько 17:45, в положенні 30 ° 49 ′ с. 23 ° 30 ′ с.
1. ↑  cf. Legacy of Pedro II of Brazil.